# Екстрийм
„Екстрийм“ (на английски: Extreme) е фънк метъл група в град Молдън, щата Масачузетс, САЩ.
Водена е от вокалиста Гари Чероне и китариста Нуно Бетанкорт. Достигат връхната си точка на популярност в началото на 1990-те. Някои от музикалните им влияния са Куийн и Ван Хален. Групата излиза на сцената на стадион Уембли в концерта за Фреди Меркюри през 1992 г. През 1996 г. Гари Черон се присъединява временно към Ван Хален.
Екстрийм издават 5 студийни албума и две компилации. Групата е едно от най-успешните рок явления от началото на 1990-те, продавайки повече от 10 000 000 копия на своите албуми. Популярността им започва след излизането на албума Pornograffitti (1990), който достига до №10 в Билборд 200.

## Дискография

### Студийни албуми
- Extreme (1989)
- Pornograffitti (1990) – статус „Мулти платинен“ 2х (над 2 000 000 продадени копия в САЩ и Канада)[1]
- III Sides to Every Story (1992) – статус „Златен албум“ (над 500 000 продадени копия в САЩ и Канада)[1]
- Waiting for the Punchline (1995)
- Saudades de Rock (2008)

## Членове

### Настоящи членове
- Гари Черон – вокал (1985 – 1996, 2004, 2006, 2007–)
- Нино Бетънкур – китара, беквокал (1985 – 1996, 2004, 2006, 2007–)
- Пат Баджър – бас, беквокал (1986 – 1996, 2006, 2007–)
- Кевин Фигуейредо – барабани, перкусии (2007–)